# Liste de sociétés d'audit
Cet article recense les principales sociétés d'audit dans le monde.

## Actuellement en activité
| Nom de la société      | Service                                     | Chiffre d'affaires Monde | Chiffre d'affaires France |
| PricewaterhouseCoopers | société d'audit et de conseil en entreprise | 22,0 milliards USD       | 438 millions d'euros      |
| Ernst & Young          | société d'audit et de conseil en entreprise | 18,4 milliards USD       | 729 millions d'euros      |
| Deloitte               | société d'audit et de conseil en entreprise | 18,2 milliards USD.      | 427 millions d'euros      |
| KPMG                   | société d'audit et de conseil en entreprise | 16,9 milliards USD       | 692 millions d'euros      |
| Mazars                 | société d'audit et de conseil en entreprise | 720 millions USD         | 216 millions d'euros      |

## Anciennes entreprises
| Nom de la société | Service                                     | Démantèlement | Dernier chiffre d'affaires Monde |
| Andersen          | société d'audit et de conseil en entreprise | en 2002       | 9,3 milliards USD (2001)         |